# Monocoptopera ecmatellescens
Monocoptopera ecmatellescens là một loài bướm đêm trong họ Crambidae.